# Клячин, Василий Петрович
Васи́лий Петро́вич Кля́чин (апрель 1858, Кременчуг — дата и место смерти неизвестны) — историк, приват-доцент Киевского университета; статский советник.

## Биография
В 1878 году с серебряной медалью окончил Полтавскую гимназию, в 1884 — историко-филологический факультет Киевского университета со степенью кандидата. Работал помощником библиотекаря в университете (1884—1895), сдал магистерский экзамен по всеобщей истории.
С 1892—1895 годах в качестве приват-доцента читал в университете специальные курсы по новой истории. В 1894—1909 годах работал учителем истории в коллегии Галагана (с 1895 — также и воспитателем); одновременно читал лекции в женском институте, женской гимназии Крюгер и на высших женских курсах Жекулиной.
С 1909 года преподавал историю в первой Киевской гимназии. «Клячин был знаток Французской революции… Иногда его речь подымалась до такого пафоса, будто он говорил не в классе, а с трибуны Конвента. Он был живым анахронизмом и вместе с тем самым передовым человеком из наших учителей», – вспоминал писатель К.Г. Паустовский.

## Избранные труды
- Клячин В. П. Две пробные лекции, чит. 4-го и 6-го октября 1890 г. в Университете св. Владимира для получения звания приват-доцента по всеобщей истории : 1. Борьба канцлера Мопу с французскими парламентами в царствование Людовика XV; 2. Турские генеральные штаты 1483 г. и их значение в истории французских представительных учреждений. — [Киев]: тип. Ун-та св. Владимира Киев. отд. т-ва печ. дела и торг. И. Н. Кушнерев и К°, в Москве, 1890. — 2+50 с. — (Из «Унив. изв.» 1890 г.)
- Клячин В. П. Значение дореволюционной эпохи истории Франции в XVIII в. : Вступ. лекция. — Киев : тип. Ун-та св. Владимира (В. Завадского), 1893. — 2+23 с.
- Клячин В. П. Политические собрания и организация политическая кальвинистов во Франции в XVI в. — Киев : Унив. тип., 1888. — 2+6+335+3 с.
- Клячин В. П. Полтавская битва в связи с Северной войной : [Лекция, чит. в коллегии П. Галагана 28 апр. 1909 г.]. — Киев : тип. С. В. Кульженко, 1909. — 2+61 с.
- Клячин В. П. Ранний немецкий гуманизм и просвещение в Германии в XV в. : Речь, произнес. на торжеств. акте Коллегии 1 окт. 1895 г. — Киев : тип. И. И. Чоколова, 1895. — 23 с.
- Клячин В. П. Трехсотлетие со дня снятия осады Троице-Сергиевой лавры : Речь, произнес. на юбил. праздновании 300-летия снятия осады Троице-Сергиев. лавры, происходившем в Киев. 1 гимназии. — Киев : тип. С. В. Кульженко, 1910. — 37 с.

## Адреса
В Киеве — улица Караваевская, д.35.

## Отзывы
Клячин был знаток Французской революции… Иногда его речь подымалась до такого пафоса, будто он говорил не в классе, а с трибуны Конвента. Он был живым анахронизмом и вместе с тем самым передовым человеком из наших учителей.— К. Г. Паустовский (цит. по:)